# Hertha BSC
Hertha Berliner Sport Club Berlin, kort Hertha BSC, is een Duitse voetbalclub uit Berlijn die werd opgericht in 1892. Van 1926 tot 1931 bereikt Hertha BSC zes keer de finale van de Deutsche Meisterschaft. Vier keer verloor het de finale, twee keer won Hertha. 1930 was de eerste keer in de geschiedenis, een jaar later (1931) voor de tweede keer.
De club speelde zijn thuiswedstrijden oorspronkelijk in de Plumpe, dat in de Tweede Wereldoorlog regelmatig werd gebombardeerd. Geleidelijk aan speelde Hertha steeds meer wedstrijden in het Berlijnse Olympia Stadion. Toen Hertha in 1971 bankroet leek te gaan, was de club genoodzaakt "Die Plumpe" te verkopen.

## Geschiedenis

### Beginjaren - BFC Hertha
Zoals bij vele traditionele clubs is de club opgericht door arme straatschoffies die zich met voetbal vermaakten. Op 25 juli 1892 richtten de gebroeders Fritz en Max Lindner (16 en 17 jaar oud) een voetbalclub op, genaamd BFC Hertha. De naam Hertha komt van een stoomboot, waarmee vader Lindner z’n brood op de plank kreeg. De schoorsteen van de boot zou blauw-wit-geel geweest zijn, wat ook de clubkleuren van Hertha werden, al zou het geel snel verdwijnen. De spelers deden meer voor de gezelligheid mee dan om successen te boeken, waardoor de interesse uiteindelijk afnam en op een bepaald moment er slechts 4 leden waren. Bij de club BFC Alemannia 1890 splitsen enkele leden zich af van de club, nagenoeg het hele jeugdelftal, en sloot zich bij Hertha aan, waardoor het aantal steeg naar 22. Op 13 februari 1894 was de club medeoprichter van de Thor- und Fußballbund Berlin, echter bleef de club niet lang lid omdat ze geen lidgeld betaalden. Op 27 november van dat jaar sloot de club zich bij de Duitse voetbal- en cricketbond (DFuCB) aan. De club startte in de tweede klasse en promoveerde in 1897 naar de hoogste klasse, waar de club enkele seizoenen speelden. Steeds meer clubs verkasten echter naar de Berlijnse voetbalbond en zo ook uiteindelijk Hertha in 1901. De club mocht in de hoogste klasse starten, die dat jaar in twee reeksen was opgedeeld en Hertha werd tweede achter BTuFC Viktoria 1889. Het volgende seizoen stelde de club een speler op die niet speelgerechtigd was waardoor overwinningen van de club afgenomen werden en Hertha op de laatste plaats eindigde. Ze werden wel van degradatie gespaard.
In 1905 verhuisde de club naar de Schebera-Platz, waar tot dan BFC Rapide Wedding speelde. Na twee vierde plaatsen werd de club kampioen in 1905/06 en plaatste zich zo voor de eindronde om de landstitel. In de kwartfinale versloeg de club SC Schlesien Breslau met 1:7. In de halve finale werd de club dan zelf verslagen door de latere kampioen VfB Leipzig. Door onenigheden met Schebera speelde de club twee jaar op de Concordia-Platz in Berlin-Reinickendorf. De volgende jaren speelde de club geen rol van betekenis in de competitie. In 1910 versloeg de club wel Southend United FC. Het was de eerste keer dat een Duitse club tegen een Engelse semi-professionele club kon winnen. In 1911 moest de Berlijnse bond gedwongen fuseren met de Markse voetbalbond en de Berlijnse atletiekbond zodat er nog maar één bond zou zijn voor de stad en omgeving, de Brandenburgse voetbalbond. De nieuwe Brandenburgse competitie bestond in het eerste seizoen uit twee reeksen van tien clubs, waarvan enkel de top vijf zich kwalificeerde voor het volgende seizoen dat nog uit één reeks zou bestaan. Hertha werd tweede achter BFC Preußen 1894. Twee jaar later werd de club vicekampioen achter Berliner BC 03 en in 1914/15 kon de titel behaald worden. Echter was er geen verdere eindronde om de landstitel wegens de gebeurtenissen in de Eerste Wereldoorlog. Het volgende seizoen moest Hertha de titel aan Viktoria laten, maar in 1916/17 was het opnieuw raak. De club pakte de titel ditmaal met één punt voorsprong op SC Union 06 Oberschöneweide. Het volgende seizoen bedroeg de voorsprong op BFC Berolina 1885 zes punten. In het eerste naoorlogse seizoen werd de club na de heenronde uit de competitie gezet omdat enkele spelers onrechtmatig geld gekregen hadden. De club mocht het seizoen erna wel weer aantreden in de competitie en eindigde enkele seizoenen in de middenmoot.
Na aanhoudende financiële tegenstrijdigheden met Schebera, waar de club speelde, besloot Hertha samen te werken met het financieel sterke Berliner Sport-Club in 1923. De club nam de nieuwe naam Hertha BSC aan. Er werd een nieuw stadion gebouwd, Stadion am Gesundbrunnen, dat ingewijd werd op 9 februari 1924 in een competitiewedstrijd tegen VfB Pankow. Het stadion werd bekend onder de bijnaam Plumpe en bleef tot 1974 in gebruik.

### Gouden tijd
Nu het de club financieel voor de wind ging en ze ook hun eigen stadion hadden ging het ook sportief een stuk beter. In het eerste seizoen werd de club nog tweede in zijn groep achter Alemannia 1890. Het seizoen erop werd Hertha groepswinnaar en nam het in de finale op tegen Alemannia, dat vier punten meer behaald had en ook 17 keer meer gescoord had. Toch won Hertha beide confrontaties en plaatste zich voor de nationale eindronde, waar de club VfB Königsberg en TuRU Düsseldorf versloeg alvorens zelf verslagen te worden door FSV Frankfurt.
Het volgende seizoen werd de club opnieuw groepswinnaar en droogde in de finale SV Norden-Nordwest Berlin af met 7:0, 2:1. In de eindronde versloeg de club opnieuw Königsberg en nam dan wraak op FSV Frankfurt door met 8:2 te winnen. In de halve finale werd HSV aan de kant gezet, maar in de finale moest de club het onderspit delven voor SpVgg Fürth met 4:1.
In 1926/27 won de club de Berlijnse finale van Schöneberger Kickers. In de eindronde trof de club voor de derde keer op rij Königsberg in de eerste ronde en won ook deze keer. In de kwartfinale werd Holstein Kiel opzij gezet en in de halve finale titelverdediger Fürth. In de finale verloor de club van 1. FC Nürnberg.
Het volgende seizoen kreeg Hertha tegenstand in de Berlijnse finale. Tennis Borussia had zijn groep gewonnen met vier punten meer als Hertha in zijn groep en had een positief doelsaldo van 80 tegenover 61 voor Hertha. Hertha won eerst met 2:3 maar verloor dan met 2:1. In deze tijd telden uitdoelpunten nog niet dubbel en was er ook geen sprake van het beslissen van een wedstrijd door middel van strafschoppen, dus werd er op neutraal terrein een derde wedstrijd gespeeld die Hertha met 0:4 won. In de eindronde werden de Vereinigte Breslauer Sportfreunde met 7:0 in de pan gehakt en op weg naar de finale werden ook nog Holstein Kiel en FC Wacker München verslagen. De derde finale op rij bracht ook deze keer geen geluk en HSV won met 5:2.
Het scenario van het voorgaande seizoen herhaalde zich in de Berlijne finale en Hertha had drie wedstrijden nodig om TeBe aan de kant te zetten. In de eindronde werden SC Preußen Hindenburg, Schalke 04 en Nürnberg werden opzij gezet en Hertha stond opnieuw in de finale tegen Fürth en verloor andermaal, nu met zware 2:5 cijfers. De club verbrak wel het record van BTuFC Viktoria 1889 door vier keer op rij in de finale te geraken. Viktoria trok in de drie keer dat ze op rij de finale bereikten wel één keer aan het langste eind.
In 1929/30 was het eindelijk raak voor de club. TeBe werd in de Berlijnse finale opzij gezet zonder te verliezen en in de eindronde won de club in de eerste ronde van Beuthener SuSV en hakte dan SpVgg Sülz 07 in de pan met 8:1. Ook Nürnberg kreeg in de halve finale een 6:3 draai rond de oren. Voor 40.000 toeschouwers in het Rheinstadion van Düsseldorf keek Hertha na acht minuten al op een 0:2 achterstand aan, een vijfde verloren finale leek dichterbij dan ooit. Maar Hertha herpakte zich en na een doelpuntenrijke eerste helft stond het 3:3. In de tweede helft scoorde Hertha in de 68ste minuut, maar Holstein kwam in de 82ste terug op gelijke score. Drie minuten voor het einde scoorde Hertha het verlossende vijfde doelpunt en mocht zich voor de eerste keer tot kampioen kronen. Door het feit dat Düsseldorf een heel eind van Berlijn lag en in deze tijd niet mogelijk was om de wedstrijd uit te zenden op de radio kwam het nieuws dat Hertha de landstitel gewonnen had pas laat in Berlijn terecht. Pas de volgende dag werden de straten bestormd en sierden de blauw-witte vlaggen de huizen. Toen de spelers met de trein terugkwamen stond het hele verkeer rondom het station stil door de opkomst van de menigte. Berliner SC beleefde de titel echter niet meer, de fusie werd in 1929 ongedaan gemaakt. Nadat Hertha 75.000 rijksmark betaalde aan de Berliner Sport-Club mochten ze het stadion blijven gebruiken en mochten ze de naam BSC, die inmiddels zo bekend geworden was, behouden.
Het leek er even op dat Hertha zijn titel niet kon verdedigen toen Viktoria 89 evenveel punten telde als de club in de competitie en er een testwedstrijd kwam. Hertha won deze en stootte voor de zevende opeenvolgende keer door naar de eindronde. Op weg naar een zesde finale versloeg de club VfB 03 Bielefeld, Fürth en HSV. Voor 50.000 toeschouwers in het Müngersdorfer Stadion van Keulen speelde Hertha de finale tegen SV 1860 München. Aan de rust stond het 1:2 voor TSV en in de 75ste minuut maakte Hanne Sobek de gelijkmaker, hij had ook al het eerste doelpunt voor Hertha gescoord. In de 89ste minuut scoorde Kirsei het derde doelpunt en zo werd Hertha voor de tweede maal op rij kampioen. Het was de laatste keer dat Hertha tot de finale van de titel kon doorstoten.
Minerva 93 maakte een einde aan de hegemonie van Hertha in Berlijn en werd groepswinnaar waardoor Hertha zich voor het eerst sinds 1925 niet voor de eindronde plaatste. Het volgende seizoen slaagde club er wel weer in kampioen te worden, maar werd in de achtste finale van de eindronde met 4:1 verslagen door Hindenburg Allein.

### Gauliga
Na dit seizoen kwam de NSDAP aan de macht in Duitsland en werd de hele competitie veranderd. De Gauliga werd de nieuwe hoogste klasse, onderverdeeld in 16 regionale reeksen. Enkel de kampioenen plaatsten zich voor de eindronde, voorheen waren ook de vicekampioen en soms ook de derdes in de stand welkom op de eindronde. Hertha speelde in de Gauliga Berlin-Brandenburg en werd vicekampioen achter Viktoria 89. In 1934/35 won Hertha met één punt voorsprong op Viktoria de titel en maakte een wederoptreden in de eindronde. Er werd nu niet meer in bekervorm gespeeld, maar in vier groepen van vier clubs. Hertha werd ingedeeld met PSV Chemnitz, Vorwärts RaSpo Gleiwitz en Yorck Boyen Insterburg en werd tweede. Tegen Yorck Boyen won de club zelfs met 0:9 in Insterburg, thuis was het al 7:3 geworden. Chemnitz werd echter groepswinnaar.
Na een derde plaats werd de club opnieuw kampioen in 1936/37. In een zware groep met Schalke en Werder Bremen had de club geen schijn van kans, enkel tegen Viktoria Stolp won de club twee keer. Het volgende seizoen werd de club tweede achter Berliner SV 92. In 1938/39 eindigde de club samen met SpVgg Blau-Weiß 1890 Berlin eerste, maar Blau-Weiß mocht naar de eindronde. Na enkele seizoenen ereplaatsen werd de club een laatste keer kampioen in de Gauliga in 1943/44. Omwille van de Tweede Wereldoorlog werd de eindronde opnieuw in bekervorm gespeeld. Hertha speelde tegen LSV Danzig en het werd 0:0. In de replay won Hertha met 7:1. In de volgende ronde werd Holstein Kiel verslagen, maar in de kwartfinale stuitte de club op HSV Groß Born en verloor met 3:2. Het laatste seizoen voor het einde van de Tweede Wereldoorlog werd niet voltooid.

### Oberliga
Na het einde van de oorlog werden alle Duitse organisaties ontbonden. Vele clubs hadden spelers verloren in de oorlog en ook een aantal stadions waren gebombardeerd, waaronder het geliefde Plumpe van Hertha. Het stadion werd heropgebouwd en in juni 1946 weer in gebruik genomen. De Gauliga was ondergegaan samen met het Derde Rijk en de Oberliga werd de nieuwe hoogste klasse met vijf onderverdelingen. In de Berliner Stadtliga waren er vier reeksen en Hertha werd heropgericht als SG Gesundbrunnen. De club werd zevende op negen clubs in het eerste naoorlogse seizoen in groep C. Na dit seizoen werden de vier reeksen herleid tot één reeks waarvoor Gesundbrunnen zich niet kwalificeerde. Op 1 augustus 1949 nam de club opnieuw de historische naam Hertha BSC aan en promoveerde net naar de Oberliga. De oude rivaal TeBe, die het de club vroeger al moeilijk maakte, zwaaide nu de scepter. Hertha eindigde in de middenmoot en degradeerde in 1953. Na één seizoen kon de club terugkeren.
In 1956/57 werd de club voor het eerst kampioen in de Oberliga. Aan de eindronde om de landstitel namen nu nog slechts acht clubs deel die in twee groepen van vier verdeeld werden. Hertha werd laatste in een groep met Borussia Dortmund, Kickers Offenbach en 1. FC Kaiserslautern. Na enkele ereplaatsen werd een tweede titel behaald in 1960/61 en werd opnieuw laatste in de groepsfase. Het volgende seizoen moest de club de titel laten aan Tasmania Berlin, maar het jaar erna werd Hertha weer kampioen. In de eindronde werd de club derde, maar Hertha kon geen beter moment kiezen om kampioen te worden. Na dit seizoen werd immers de Bundesliga opgericht en in elke Oberliga werden de beste clubs geselecteerd. Uit de Oberliga Berlin werd enkel de kampioen toegelaten, dit had er ook mee te maken dat in het eerste seizoen geen twee clubs uit dezelfde stad toegelaten werden, een regel die ervoor zorgde dat Bayern München niet mocht deelnemen omdat TSV 1860 hoger geëindigd was in 1963.

### Bundesliga
Op 24 augustus van 1963 startte een nieuw tijdperk in de Duitse voetbalgeschiedenis. Op 17 uur werd in acht Duitse stadions het fluitsignaal gegeven voor de start van het nieuwe voetbalseizoen. Het stadion Plumpe voldeed niet aan de eisen van de Bundesliga en Hertha week uit naar het Olympia Stadion waar de club voor 55.000 toeschouwers tegen oude rivaal Nürnberg speelt. Het duel eindigt in 1-1. Aan het einde van het seizoen staat de club op de derde laatste plaats, met één punt voorsprong op SC Preußen Münster dat degradeert. Het volgende seizoen eindigde de club op dezelfde plaats, maar door een omkoopschandaal degradeert de club naar de Regionalliga Berlin, een van de vijf tweede klassen. De voetbalbond wilde wel één club uit Berlijn in de competitie waardoor Tasmania Berlin automatisch promoveerde. Tasmania zou de beroerdste club in de Bundesligageschiedenis worden. Ondanks dat de club twee keer net de degradatie ontliep mocht de club wel Europees spelen in de Jaarbeursstedenbeker, maar twee keer liep het in de eerste ronde mis.
In de Regionalliga wordt de club kampioen en won 29 van de 30 wedstrijden, enkel tegen Spandauer SV werd verloren. In de eindronde om promotie maakte de club het echter niet waar. Ook het volgende seizoen werd de club kampioen, maar bleef weer in de eindronde steken. In 1968 slaagde Hertha er wel in te promoveren. Hertha maakt een rentree in de Bundesliga, met een nieuw toeschouwersrecord: Maar liefst 88.000 man gaan naar het Olympiastadion, om Hertha te zien spelen tegen 1. FC Köln. Met succes: Hertha BSC Berlin won met 1-0. Aan het einde van het seizoen eindigde de club op de veertiende plaats, net zoals bij de vorige twee deelnames, daar de competitie was inmiddels wel met twee clubs uitgebreid. Hertha mocht opnieuw deelnemen aan de Jaarbeursstedenbeker en bereikte de kwartfinale, waar het verloor van Inter Milaan. Het volgende seizoen had de club opnieuw succes. De club werd derde en won in april 1970 met 9-1 van Borussia Dortmund, dat vijfde in de stand stond. Het is de grootste Bundesliga-zege uit de geschiedenis van Hertha.
In 1971 verzeilde de club in een nieuw omkoopschandaal. DSC Arminia Bielefeld probeerde het behoud te verzekeren door enkele clubs om te kopen. Hertha verloor thuis met 0-1 en zou daar 250.000 mark voor gekregen hebben. De omkoping kwam uit en de straffen waren zwaar. Hertha keek tegen grote schuldenberg aan en was gedwongen om het geliefde Plumpe te verkopen aan een bouwmaatschappij die het stadion sloopte en er woningen opzette. In de competitie bevestigde de club met een derde plaats. Na enkele jaren in de middenmoot werd de club vicekampioen achter Borussia Mönchengladbach in 1974/75. In de UEFA Cup bereikte de club slechts de tweede ronde. De volgende twee seizoenen was Hertha weer een middenmoter maar bereikte in 1977 wel voor het eerst de finale van de DFB-Pokal, die het verloor van FC Köln. Het volgende seizoen wordt de club opnieuw derde en bereikt in de UEFA Cup zelfs de halve finale, waarin het verliest van Rode Ster Belgrado. In de beker bereikte de club opnieuw de finale, maar verloor deze van Fortuna Düsseldorf. In 1979/80 sloeg echter het noodlot toe. Na 34 speeldagen telde de club evenveel punten als Bayer Uerdingen en doordat Uerdingen twee goals meer gescoord had degradeerde Hertha naar de 2. Bundesliga.

### Terugval
Na twee seizoenen werd de club vicekampioen achter Schalke en promoveerde opnieuw. De terugkeer verliep echter niet als verhoopt en Hertha werd laatste. Na twee middelmatige seizoenen degradeerde de club in 1986 naar de Oberliga, terwijl Blau-Weiss Berlin naar de Bundesliga promoveerde.
Hertha ging nu in het kleinere Poststadion spelen. De club werd meteen kampioen, maar de kampioenen promoveerden niet meteen maar moesten een eindronde spelen, waarin Hertha zich niet kwalificeerde. Het volgende seizoen kwamen 12.000 toeschouwers kijken in de topper tegen Türkiyemspor Berlin. Hertha werd opnieuw kampioen en slaagde er nu wel in te promoveren naar de 2. Bundessliga. Twee seizoenen later werd de club kampioen en maakte een rentree in de Bundesliga. De club werd echter meteen terug naar de 2. Bundesliga verwezen. In 1993 maakte het amateurelftal van de club wel nog furore. In de DFB-Pokal kon de club zich plaatsen voor de hoofdtabel en stootte door naar de achtste finale waarin Hannover 96 verslagen werd. Het eerste elftal werd door Bayer 04 Leverkusen verslagen waardoor het tweede elftal het verder schopte dan het eerste. Na Nürnberg en Chemnitzer FC opzij te zetten bereikten de Hertha-Bubis zoals de bijnaam van het team luidt de finale tegen Leverkusen. Leverkusen won met 1-0. Na een aantal tegenvallende resultaten deed de club in 1997 weer helemaal mee voor de promotie. Op 7 april 1997 speelde de club tegen rechtstreekse concurrent Kaiserslautern en won met 2-0 voor 75.000 toeschouwers, een record voor de eenreeksige 2. Bundesliga

### Wederopstanding
Na twee seizoenen werd de club derde en plaatste zich zo voor de voorronde van de Champions League. In een groep met Chelsea, Galatasaray en AC Milan werd de club tweede en stootte door naar de tweede groepsfase met Barcelona, Porto en Sparta Praag. In deze groep werd de club laatste.
De volgende jaren vestigde de club zich als vaste waarde en eindigde steevast in de top vijf. In Europa stootte de club telkens enkele rondes door, maar behaalde geen noemenswaardige resultaten. In 2003/04 werd de club twaalfde, maar het volgende seizoen stond de club er weer met een vierde plaats. De volgende seizoenen eindigde de club in de middenmoot, maar in 2008/09 werd opnieuw de vierde plaats behaald.

### Degradatie
In het seizoen 2009/2010 degradeerde de ploeg na 13 jaar uit de Bundesliga. Door de slechte resultaten in het begin van het seizoen werd eind september 2009 de trainer Lucien Favre samen met zijn assistent-coach Harald Gämperle ontslagen. Friedhelm Funkel werd in oktober 2009 de nieuwe trainer van Hertha BSC. Hij tekende een contract voor een seizoen. Om degradatie te voorkomen huurde het team drie nieuwe spelers in de winterstop; Theofanis Gekas, Levan Kobiasjvili en Roman Hubník moesten ervoor zorgen dat de club na de winterstop uit de kelder van de Bundesliga zou klimmen. Na de winterstop deed Hertha BSC het opvallend goed en wist het aardig wat punten te pakken. De ploeg uit de Duitse hoofdstad degradeerde uiteindelijk, na 33 speeldagen, op zaterdag 1 mei 2010 naar de 2. Bundesliga. In de Europa League drong het team in dat seizoen nog door tot de laatste 32, maar daarin werd er verloren van SL Benfica.
Onder leiding van trainer Markus Babbel en zijn assistent-trainer Rainer Widmayer probeerde Hertha BSC zich in de 2. Bundesliga weer te herpakken. In het seizoen 2010/2011 werd de club kampioen van de 2. Bundesliga en promoveerde terug naar de Bundesliga. Het seizoen 2011/2012 verliep in eerste instantie redelijk. Na 17 speeldagen stond de club uit Berlijn op een 11e plaats. Daarna ging het bergafwaarts. Vlak voor de winterstop gaf Babbel aan zijn contract niet te verlengen. Michael Skibbe was zijn opvolger, maar hij werd na 4 verloren wedstrijden alweer ontslagen. René Tretschok en Ante Čović namen als interim tijdelijk het stokje over, totdat één week later Otto Rehhagel de nieuwe trainer van Hertha BSC werd. Onder zijn leiding moest de Berlijnse ploeg tot aan de laatste speeldag vechten tegen directe degradatie. Dit gevecht werd in eerste instantie gewonnen, maar de ploeg uit de Duitse hoofdstad degradeerde op 15 mei 2012 na play-offs tegen Fortuna Düsseldorf (1:2 en 2:2) alsnog. In de 2. Bundesliga streed de club lange tijd met Eintracht Braunschweig voor de titel, maar werd uiteindelijk met een riante voorsprong kampioen.
In de seizoenen vanaf 2013/14 tot en met 2022/23 was de club op het hoogste niveau actief. Hoogste klasseringen waren respectievelijk een vijfde en zesde plaats in 2015/16 en 2016/17. Deze prestaties zorgden ervoor dat de club uit Berlijn mocht deelnemen aan de UEFA Europa League. In 2016/17 werd de club in de derde kwalificatieronde met 2-3 uitgeschakeld door het Deense Brøndby IF. In het seizoen daarna nam de ploeg direct deel aan de groepsfase. In deze groep werd een vierde plaats behaald, achter Athletic Bilbao, Östersunds FK en Zorja Loehansk. In 2023 degradeerde de club direct naar de 2. Bundesliga middels een laatste plaats in de Bundesliga.

## Erelijst
| Internationaal                         |     |                                                                              |
| UEFA Intertoto Cup                     | 1x  | 2006                                                                         |
| Nationaal                              |     |                                                                              |
| Deutsche Fußballmeisterschaft          | 2x  | 1930, 1931                                                                   |
| DFB-Ligapokal                          | 2x  | 2001, 2002                                                                   |
| 2. Bundesliga                          | 2x  | 2011, 2013                                                                   |
| Brandenburgische Fußball-Meisterschaft | 12x | 1906, 1915, 1917, 1918, 1925, 1926, 1927, 1928, 1929, 1930, 1931, 1933       |
| Gauliga Berlin-Brandenburg             | 3x  | 1935, 1937, 1944                                                             |
| Oberliga Berlin                        | 3x  | 1957, 1961, 1963                                                             |
| Regionalliga Berlin                    | 3x  | 1966, 1967, 1968                                                             |
| Berliner Stadtliga                     | 3x  | 1949, 1987, 1988                                                             |
| Berliner Landespokal                   | 13x | 1920, 1924, 1928, 1929, 1943, 1958, 1959, 1966, 1967, 1976, 1987, 1992, 2004 |

## Overige elftallen

### Tweede Elftal
Het tweede elftal van Hertha BSC Berlin komt uit in de Regionalliga Nordost.

## Overzichtslijsten
| Niveau | Aantal | Periode (1945-2026)                                                                                          |
| ------ | ------ | --- |
| I      | 54     | 1945-1946, 1949-1953, 1954-1965, 1968-1980, 1982-1983, 1990-1991, 1997-2010, 2011-2012, 2013-2023            |
| II     | 25     | 1946-1949, 1953-1954, 1965-1968, 1980-1982, 1983-1986, 1988-1990, 1991-1997, 2010-2011, 2012-2013, 2023-.... |
| III    | 2      | 1986-1988 |

### Eindklasseringen sinds 1964
- 1964 14e
Bundesliga
- 1965 14e
Bundesliga
- 1966 1e
Regionalliga
- 1967 1e
Regionalliga
- 1968 1e
Regionalliga
- 1969 14e
Bundesliga
- 1970 3e
Bundesliga
- 1971 3e
Bundesliga
- 1972 6e
Bundesliga
- 1973 13e
Bundesliga
- 1974 8e
Bundesliga
- 1975 2e
Bundesliga
- 1976 11e
Bundesliga
- 1977 10e
Bundesliga
- 1978 3e
Bundesliga
- 1979 14e
Bundesliga
- 1980 16e
Bundesliga
- 1981 3e
2. Bundesliga
- 1982 2e
2. Bundesliga
- 1983 18e
Bundesliga
- 1984 11e
2. Bundesliga
- 1985 14e
2. Bundesliga
- 1986 17e
2. Bundesliga
- 1987 1e
Oberliga
- 1988 1e
Oberliga
- 1989 13e
2. Bundesliga
- 1990 1e
2. Bundesliga
- 1991 18e
Bundesliga
- 1992 3e
2. Bundesliga
- 1993 5e
2. Bundesliga
- 1994 11e
2. Bundesliga
- 1995 11e
2. Bundesliga
- 1996 14e
2. Bundesliga
- 1997 2e
2. Bundesliga
- 1998 11e
Bundesliga
- 1999 3e
Bundesliga
- 2000 6e
Bundesliga
- 2001 5e
Bundesliga
- 2002 4e
Bundesliga
- 2003 5e
Bundesliga
- 2004 12e
Bundesliga
- 2005 4e
Bundesliga
- 2006 6e
Bundesliga
- 2007 10e
Bundesliga
- 2008 10e
Bundesliga
- 2009 4e
Bundesliga
- 2010 18e
Bundesliga
- 2011 1e
2. Bundesliga
- 2012 16e
Bundesliga
- 2013 1e
2. Bundesliga
- 2014 11e
Bundesliga
- 2015 15e
Bundesliga
- 2016 5e
Bundesliga
- 2017 6e
Bundesliga
- 2018 10e
Bundesliga
- 2019 11e
Bundesliga
- 2020 10e
Bundesliga
- 2021 14e
Bundesliga
- 2022 16e
Bundesliga
- 2023 18e
Bundesliga
- 2024 9e
2. Bundesliga
- 2025 11e
2. Bundesliga

- Niveau 1
- Niveau 2
- Niveau 3

| Legenda niveautijdlijn | Legenda niveautijdlijn      | Legenda niveautijdlijn      | Legenda niveautijdlijn      | Legenda niveautijdlijn    | Legenda niveautijdlijn |
| Liga                   | Seizoen 1963/64 t/m 1973/74 | Seizoen 1974/75 t/m 1993/94 | Seizoen 1994/95 t/m 2007/08 | Seizoen 2008/09 tot heden | Opmerking              |
| ---------------------- | --------------------------- | --------------------------- | --------------------------- | ------------------------- | ---------------------- |
| Bundesliga             | Niveau I                    | Niveau I                    | Niveau I                    | Niveau I                  |                        |
| 2. Bundesliga          | --                          | Niveau II                   | Niveau II                   | Niveau II                 |                        |
| 3. Liga                | --                          | --                          | --                          | Niveau III                |                        |
| Regionalliga           | Niveau II                   | --                          | Niveau III                  | Niveau IV                 |                        |
| Oberliga               | --                          | Niveau III *                | Niveau IV                   | Niveau V                  | * vanaf 1978/79        |

### Hertha BSC in Europa
Hertha BSC speelt sinds 1963 in diverse Europese competities. Hieronder staan de competities en in welke seizoenen de club deelnam:
- Champions League (1x)

1999/00
- Europa League (3x)

2009/10, 2016/17, 2017/18
- UEFA Cup (10x)

1971/72, 1975/76, 1978/79, 2000/01, 2001/02, 2002/03, 2003/04, 2005/06, 2006/07, 2008/09
- Intertoto Cup (1x)

2006
- Jaarbeursstedenbeker (4x)

1963/64, 1964/65, 1969/70, 1970/71

### Records

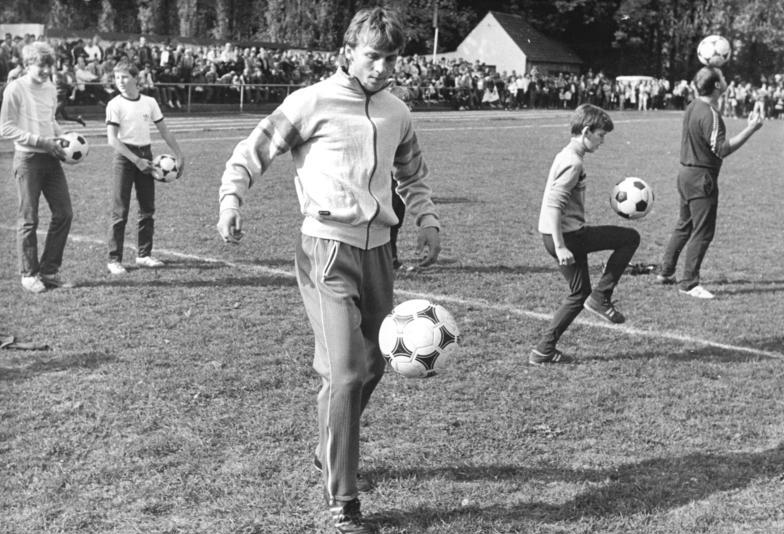
Andreas Thom

Top-5 meest gespeelde wedstrijden
| Nr. | Naam            | Land      | Positie      | Periode               | Aantal |
| --- | --------------- | --------- | ------------ | --------------------- | ------ |
| 1.  | Holger Brück    | Duitsland | Verdediger   | 1972-1981             | 390    |
| 2.  | Michael Sziedat | Duitsland | Verdediger   | 1971-1980 / 1984-1985 | 389    |
| 3.  | Pál Dárdai      | Hongarije | Middenvelder | 1997-2011             | 373    |
| 4.  | Hans Weiner†    | Duitsland | Verdediger   | 1972-1979 / 1984-1986 | 358    |
| 5.  | Andreas Schmidt | Duitsland | Middenvelder | 1993-2008             | 336    |

Top-5 doelpuntenmakers
| Nr. | Naam           | Land      | Periode   | Aantal |
| --- | -------------- | --------- | --------- | ------ |
| 1.  | Helmut Faeder† | Duitsland | 1954-1967 | 185    |
| 2.  | Erich Beer     | Duitsland | 1971-1979 | 117    |
| 3.  | Lorenz Horr†   | Duitsland | 1969-1977 | 111    |
| 4.  | Michael Preetz | Duitsland | 1996-2003 | 108    |
| 5.  | Lutz Steinert  | Duitsland | 1958-1966 | 95     |

stand: 02-08-2025

## Bekende (oud-)Alte Dames

### Spelers
- Maikel Aerts
- Bram Appel
- Roy Beerens
- Kevin-Prince Boateng
- Fredi Bobic
- Jean-Paul Boëtius
- Dedryck Boyata
- Dick van Burik
- Ellery Cairo
- Pál Dárdai
- Javairô Dilrosun
- Jurgen Ekkelenkamp
- Arne Friedrich
- John Heitinga
- Vedad Ibišević
- Salomon Kalou
- Gábor Király
- Niko Kovač
- Pierre-Michel Lasogga
- Fabian Lustenberger
- Derrick Luckassen
- Dodi Lukebakio
- Rob Maas
- Maximilian Mittelstädt
- Ivica Olić
- Krzysztof Piątek
- Marvin Plattenhardt
- Karim Rekik
- Bryan Roy
- Nico Schulz
- Stef Walbeek
- Sandro Wagner
- Frank Wormuth
- Deyovaisio Zeefuik

### Trainers
- Lucien Favre
- Georg Keßler
- Jürgen Klinsmann
- Bruno Labbadia
- Jos Luhukay
- Felix Magath
- Jürgen Röber
- Sandro Schwarz
- Huub Stevens